# Sint-Barbarakapel (Olomouc)
De Sint-Barbarakapel (Tsjechisch: Kaple svaté Barbory en Duits: St. Barbara-Kapelle) is een barokke kapel in de Moravische stad Olomouc in Tsjechië. De kapel bevindt zich in de ronde romaanse woontoren van de burcht van Olomouc. Sinds 1962 is de Sint-Barbarakapel als onderdeel van de burcht van Olomouc erkend als een národní kulturní pamáka (nationaal cultureel monument).

## Geschiedenis
De ronde toren bevindt zich op een strategische plaats in de burcht van Olomouc. De toren is oorspronkelijk als een romaanse woontoren halverwege de 12e eeuw gebouwd. De woontoren was naar het westen toe verbonden met de vroeggotische stadsmuur. In de 15e en 16e eeuw werd een wenteltrap aangebouwd aan de toren en werden aan de noord- en zuidzijde nieuwe ramen gecreëerd.
Sinds 2006 is de kapel toegankelijk voor publiek als onderdeel van het Arcidiecézní muzeum Olomouc.